# Episodi di Stranger Things (quarta stagione)
La quarta stagione della serie televisiva Stranger Things, distribuita da Netflix con il titolo Stranger Things 4, composta da nove episodi, è divisa in due "volumi/parti": il primo è stato pubblicato il 27 maggio 2022 mentre il secondo il 1º luglio 2022, in tutti i Paesi in cui il servizio è disponibile.
| nº                                 | Titolo originale                             | Titolo italiano                                       | Pubblicazione                    |
| Stranger Things 4 - Primo volume   | Stranger Things 4 - Primo volume             | Stranger Things 4 - Primo volume                      | Stranger Things 4 - Primo volume |
| ---------------------------------- | -------------------------------------------- | ----------------------------------------------------- | -------------------------------- |
| 1                                  | Chapter One: The Hellfire Club               | Capitolo uno: Hellfire Club                           | 27 maggio 2022                   |
| 2                                  | Chapter Two: Vecna's Curse                   | Capitolo due: La maledizione di Vecna                 | 27 maggio 2022                   |
| 3                                  | Chapter Three: The Monster and the Superhero | Capitolo tre: Il mostro e la supereroina              | 27 maggio 2022                   |
| 4                                  | Chapter Four: Dear Billy                     | Capitolo quattro: Caro Billy                          | 27 maggio 2022                   |
| 5                                  | Chapter Five: The Nina Project               | Capitolo cinque: Il progetto Nina                     | 27 maggio 2022                   |
| 6                                  | Chapter Six: The Dive                        | Capitolo sei: Il tuffo                                | 27 maggio 2022                   |
| 7                                  | Chapter Seven: The Massacre at Hawkins Lab   | Capitolo sette: Il massacro al laboratorio di Hawkins | 27 maggio 2022                   |
| Stranger Things 4 - Secondo volume |                                              |                                                       |                                  |
| 8                                  | Chapter Eight: Papa                          | Capitolo otto: Papà                                   | 1º luglio 2022                   |
| 9                                  | Chapter Nine: The Piggyback                  | Capitolo nove: Il piano                               | 1º luglio 2022                   |

## Capitolo uno: Hellfire Club
- Titolo originale: Chapter One: The Hellfire Club
- Diretto da: Duffer Brothers
- Scritto da: Duffer Brothers

### Trama
In un flashback del 1979, viene mostrato che il dottor Martin Brenner sta facendo esperimenti su molti bambini che possiedono abilità soprannaturali, fino a quando un misterioso incidente li uccide tutti tranne Undici, a cui Brenner dà la colpa. Nel 1986, otto mesi dopo l'incidente di Starcourt Mall, Joyce, Will, Jonathan e Undici si sono trasferiti in California, nella cittadina di Lenora Hills, dove la ragazza soffre per la perdita dei suoi poteri ed è vittima di bullismo da parte di altri studenti, in particolare della compagna di classe Angela e del suo gruppo di amici. Joyce riceve per posta una bambola di porcellana, in apparenza proveniente dall'Unione Sovietica e, dopo aver contattato Murray Bauman per capire come procedere senza correre rischi, vi trova un messaggio nascosto all'interno che afferma che Hopper è vivo. Ad Hawkins, intanto, Mike e Dustin si sono uniti all' "Hellfire Club" della loro scuola superiore, un gruppo di gioco di Dungeons & Dragons guidata dall'eccentrico Eddie Munson. Lucas, unitosi alla squadra di pallacanestro, segna il punto decisivo alla finale di campionato, ma rimane deluso dal fatto che i suoi amici non sono presenti perché impegnati in una partita di Dungeons & Dragons. Max, che ha lasciato Lucas, soffre di depressione e lotta per elaborare la perdita del fratello Billy. Chrissy Cunningham, una studentessa della squadra di cheerleader, viene perseguitata da visioni della sua famiglia e dal ticchettio di un orologio a pendolo. Mentre si trova a casa di Eddie, con il quale ha stretto amicizia, per acquistare della droga, Chrissy entra in trance e rimane uccisa da un mostro umanoide che appare nelle sue visioni.

## Capitolo due: La maledizione di Vecna
- Titolo originale: Chapter Two: Vecna's Curse
- Diretto da: Duffer Brothers
- Scritto da: Duffer Brothers

### Trama
Hopper, sopravvissuto all'esplosione sotto lo Starcourt Mall, è stato catturato dai soldati sovietici e rinchiuso in un campo di prigionia in Kamchatka. Murray vola in California per aiutare Joyce a rintracciare il mittente del biglietto che le è stato inviato e, dopo aver chiamato il numero di telefono indicatovi sopra, i due scoprono che appartiene a un uomo russo che si fa chiamare "Enzo", il quale afferma di poterli aiutare a far tornare Hopper negli Stati Uniti in cambio di 40.000 dollari. Murray, riconoscendo una parola in russo di una passante che si rivolge a lui, deduce che "Enzo" sia una guardia carceraria che Hopper probabilmente ha corrotto. Nel frattempo, Mike vola in California per far visita ad Undici. Mentre sono a pattinare, Undici viene umiliata da Angela e i suoi amici davanti a Mike e Will. Dopo essersi inizialmente nascosta a piangere, Undici si vendica colpendo violentemente Angela in faccia con un pattino rompendole il naso. A Hawkins, Max rivela a Dustin di aver visto Eddie scappare la notte in cui Chrissy è morta. I due si recano da Robin e Steve ed insieme indagano e deducono dove si possa essere nascosto Eddie. Quest'ultimo racconta cosa sia successo la notte prima e gli rivelano dell'esistenza del Sottosopra: Eddie e Dustin danno al mostro il nome di Vecna, un malvagio dio stregone di Dungeons & Dragons. Nel frattempo Nancy e il suo collega del giornale Fred Benson cercano di scrivere un articolo sulla morte di Chrissy. Recati sul luogo del delitto, lo zio di Eddie racconta a Nancy che, a suo parere, l'assassino è Victor Creel, un uomo che ha ucciso la propria famiglia decenni prima e da allora è rinchiuso in un manicomio. Intanto Fred viene attirato nel bosco da delle visioni simili a quelle avute da Chrissy e ucciso da Vecna.

## Capitolo tre: Il mostro e la supereroina
- Titolo originale: Chapter Three: The Monster and the Superhero
- Diretto da: Shawn Levy
- Scritto da: Caitlin Schneiderhan

### Trama
Sam Owens riceve la visita del tenente colonnello Sullivan, il quale gli mostra le foto del cadavere di Chrissy Cunningham, ritenendo che la responsabile della sua morte sia Undici. La ragazza, nel frattempo, è turbata per quanto accaduto e litiga con Mike, quindi è arrestata dalla polizia locale per l'aggressione. Durante il tragitto per portarla in riformatorio Owens la preleva spiegandole che Hawkins è in grave pericolo e le rivela di aver lavorato ad un programma che potrebbe farle riacquistare i poteri. Intanto, mentre Joyce e Murray volano in Alaska, Hopper viene informato da "Enzo" che ha contattato Joyce e corrompe un compagno di detenzione per slogargli la caviglia per potersi liberare dalle catene. Jason Carver, il capitano della squadra di pallacanestro e fidanzato di Chrissy, organizza una caccia all'uomo per Eddie pensando sia il colpevole: Lucas inizialmente li segue, ma dopo avere contattato Dustin, svia le loro ricerche e li abbandona. Nancy viene raggiunta da Dustin e gli altri sul luogo della morte di Fred e aggiornata sull'accaduto. Lei e Robin si recano in biblioteca per cercare informazioni su Victor Creel, dove scoprono che l'uomo ha dato la colpa degli omicidi della sua famiglia a un demone, ricollegandolo a Vecna.  Max ricorda di aver visto Chrissy uscire dall'ufficio della consulente scolastica prima di essere uccisa da Vecna. Dopo aver rubato le chiavi dell'ufficio della consulente, Max controlla le cartelle personali dei due ragazzi uccisi con Dustin e Steve, scoprendo che entrambi lamentavano i sintomi da disturbo da stress post-traumatico simili ai suoi. Subito dopo, Max ha una visione di un orologio a pendolo e sente Vecna chiamare il suo nome.

## Capitolo quattro: Caro Billy
- Titolo originale: Chapter Four: Dear Billy
- Diretto da: Shawn Levy
- Scritto da: Paul Dichter

### Trama
Joyce e Murray consegnano il pagamento del riscatto a Yuri, il contatto di Enzo, ma questo lo tradisce: rivela il piano al comandante di Enzo che lo fa arrestare e droga Joyce e Murray volendo consegnarli ai sovietici per ottenere un profitto maggiore, mentre Hopper viene catturato dopo la fuga. Nel frattempo gli uomini di Owens spiegano a Jonathan, Mike e Will quanto accaduto a Undici e lasciano due agenti a sorvegliarli. I tre ragazzi chiamano Argyle, un amico di Jonathan, per organizzare una fuga, ma la loro casa viene attaccata da alcuni soldati e riescono infine a fuggire insieme ad uno degli agenti feriti. Intanto Nancy e Robin si fingono studentesse e riescono ad ottenere un colloquio con Victor Creel presso l'istituto psichiatrico di Pennhurst. L'uomo conferma la teoria di Nancy raccontando che la sua famiglia fu tormentata e uccisa da forze soprannaturali, mentre lui si salvò grazie ad una canzone che parlava di un angelo. Nel frattempo Max, temendo che Vecna stia per ucciderla, scrive delle lettere ai suoi amici e si reca alla tomba di Billy con Steve, Dustin e il sopraggiunto Lucas. Max legge la lettera scritta per Billy, ma viene posseduta da Vecna e si ritrova nel Sottosopra. Steve, Dustin e Lucas contattano Nancy e Robin, arrivate alla conclusione che la musica è in grado di rompere l'incantesimo di Vecna, così fanno ascoltare a Max la sua canzone preferita. Ciò apre un portale in cui Max, grazie ai ricordi degli amici, riesce a sfuggire alle grinfie di Vecna.

## Capitolo cinque: Il progetto Nina
- Titolo originale: Chapter Five: The Nina Project
- Diretto da: Nimród Antal
- Scritto da: Kate Trefry

### Trama
Owens porta Undici in una base segreta in Nevada, dove lui e un ancora vivo dottor Brenner hanno sviluppato una vasca di deprivazione sensoriale specializzata, soprannominata "NINA", che consente a Undici di accedere ai ricordi del suo passato nel laboratorio di Hawkins. Undici tenta di scappare e riacquista brevemente i suoi poteri nel processo: questo la convince a continuare con l'esperimento. Nel frattempo in California, l'agente morente di Owens fornisce ai ragazzi un numero di telefono per il progetto NINA che si collega ad un computer; Mike decide di chiedere l'aiuto della fidanzata di Dustin, Suzie, a Salt Lake City. Hopper viene imprigionato insieme ad Antonov "Enzo" e gli racconta del suo passato e di come sia la causa del male di chi lo circonda. Intanto, mentre vengono trasportati in Unione Sovietica, Joyce e Murray riescono a liberarsi e a sopraffare Yuri, ma nella colluttazione l'aereo precipita in una foresta. Nel frattempo Nancy riconosce dai disegni del Sottosopra fatti da Max la casa di Creel, così la esplora insieme a Max, Lucas, Steve, Dustin e Robin: all'interno, tramite le luci intermittenti, seguono i movimenti di Vecna nel Sottosopra. Contemporaneamente Jason e i suoi compagni rintracciano Eddie mentre cerca di scappare su una barca: Jason e il suo compagno Patrick lo inseguono a nuoto, ma improvvisamente Vecna uccide Patrick davanti agli altri due, facendo contemporaneamente esplodere le torce nella casa dei Creel.

## Capitolo sei: Il tuffo
- Titolo originale: Chapter Six: The Dive
- Diretto da: Nimród Antal
- Scritto da: Curtis Gwinn

### Trama
Undici continua a rivivere i ricordi del laboratorio: l'amicizia con un infermiere che la avvertì di non fidarsi di Brenner e il bullismo subito da altre cavie: ciò la porta a pensare di essere lei la responsabile del massacro del laboratorio. Nel frattempo Suzie, convinta di aiutare i ragazzi a vincere una console da regalare a Dustin, aiuta Mike, Will, Jonathan e Argyle ad individuare le coordinate del progetto NINA in Nevada. Intanto Hopper e altri detenuti vengono rifocillati solo per essere dati in pasto al Demogorgone. Trafuga quindi della vodka e borseggia un accendino da una guardia, ricordando che il punto debole della creatura è il fuoco. Nel frattempo Yuri viene costretto da Joyce e Murray a collaborare per non essere abbandonato in mezzo al nulla. Egli li conduce al suo magazzino e i due spiegano il piano: Murray si fingerà Yuri e consegnerà gli altri due alla prigione per farli intrufolare. Intanto a Hawkins, dopo la morte di Patrick, Jason aizza i residenti contro il presunto culto satanico di Eddie e dell'Hellfire Club. Nel frattempo Steve e gli altri incontrano Eddie aggiornandosi a vicenda. Dustin nota che la sua bussola funziona in modo anomalo e deduce che nelle vicinanze è nascosto un portale per il Sottosopra. Individuano il varco nel mezzo del Lover's Lake, dove Steve si tuffa per ispezionarlo, ma viene trascinato nel Sottosopra da un tentacolo. Nancy, Robin e Eddie si tuffano dietro di lui per salvarlo, mentre Steve nel sottosopra viene attaccato da alcuni mostri volanti.

## Capitolo sette: Il massacro al laboratorio di Hawkins
- Titolo originale: Chapter Seven: The Massacre at Hawkins Lab
- Diretto da: Duffer Brothers
- Scritto da: Duffer Brothers

### Trama
Joyce, Murray e Yuri riescono ad introdursi nella prigione e assistono al combattimento di Hopper e altri prigionieri contro il Demogorgone. Mentre Hopper trattiene la creatura con il fuoco, Murray e Joyce sottomettono alcune guardie e aprono le porte dell'arena, permettendo a Hopper e Antonov di sfuggire al mostro e riunirsi a loro. Nel frattempo Steve, Nancy, Robin ed Eddie eliminano i mostri volanti e si avventurano nel Sottosopra per cercare un paio di pistole nascoste a casa di Nancy. Contemporaneamente Dustin, Lucas e Max sono stati fermati dalla polizia e portati a casa di Nancy per essere interrogati. Nancy arriva nella sua stanza del Sottosopra, ma scopre che le pistole non ci sono perché il tempo è fermo al 1983, la sera della scomparsa di Will. Steve intanto sente le voci di Dustin, Lucas ed Erica che teorizzano che ogni uccisione di Vecna crei un portale fra i due mondi. Comunicando attraverso una lavagna luminosa, i gruppi si ricongiungono alla roulotte di Eddie dove è morta Chrissy. Robin ed Eddie riescono ad uscire dal Sottosopra, ma Nancy viene posseduta da Vecna: attraverso delle visioni scopre che è il figlio di Victor Creel, Henry, che uccise sua madre e sua sorella con i suoi poteri psichici prima di essere affidato alle cure del dottor Brenner. Undici intanto continua a rivivere i ricordi del laboratorio: progettando di fuggire con l'infermiere suo amico, gli tolse un inibitore. Egli, che si scopre essere Henry e cioè il soggetto Uno, compì il massacro nel laboratorio e cercò di ucciderla quando si rifiutò di aiutarlo a sradicare l'umanità: Undici ebbe la meglio e aprì il portale che lo scaraventò nel Sottosopra, dove diventò Vecna.

## Capitolo otto: Papà
- Titolo originale: Chapter Eight: Papa
- Diretto da: Duffer Brothers
- Scritto da: Duffer Brothers

### Trama
Vecna mostra a Nancy una visione del futuro su Hawkins e poi la libera esortandola ad informare Undici. Nancy racconta ciò che ha visto al gruppo e deducono che, con la prossima vittima di Vecna, Hawkins verrà lacerata da delle fratture del Sottosopra. Escogitano quindi un piano per uccidere Vecna: Max farà da esca, mentre gli altri approfitteranno per ucciderlo nel Sottosopra mentre è in trance. Intanto in Unione Sovietica Hopper, Joyce, Murray, Yuri e Antonov scoprono che nella prigione stanno sperimentando sui Demogorgoni e hanno imprigionato una frazione del Mind Flayer. Hopper e gli altri riescono a fuggire tramite un condotto e arrivano ad un rifugio di Yuri dal quale tentano di contattare il dottor Owens e progettano di raggiungere l'Alaska con un elicottero lì presente. Nel frattempo Undici, dopo aver recuperato i suoi poteri, raggiunge mentalmente il gruppo di Hawkins e capisce che hanno bisogno del suo aiuto. Owens vuole aiutarla a tornare ad Hawkins, ma Brenner preme affinché resti, per cui imprigiona Owens e seda la ragazza, insistendo sul fatto che ha bisogno di più pratica. Poco dopo però il tenente colonnello Sullivan e le sue forze attaccano la base uccidendo i presenti. Il dottor Brenner tenta di fuggire con Undici ma viene ferito mortalmente da un cecchino su un elicottero. Undici usa i suoi poteri per fare precipitare l'elicottero sui veicoli militari, proprio mentre il gruppo di Mike arriva sul posto. Riunitisi, fuggono dalla zona e Undici dice che devono arrivare a Hawkins entro sera per salvare i loro amici.

## Capitolo nove: Il piano
- Titolo originale: Chapter Nine: The Piggyback
- Diretto da: Duffer Brothers
- Scritto da: Duffer Brothers

### Trama
In Russia, Hopper e gli altri scoprono cosa sta accadendo ad Hawkins grazie ad un contatto telefonico con un agente di Owens. Pensando di poter aiutare i ragazzi ad indebolire Vecna, essi rientrano nella prigione per uccidere i Demogorgoni: dopo averli attirati tutti nell'arena, li bruciano con un lanciafiamme, fuggendo poi verso gli Stati Uniti con Yuri e Antonov. Impossibilitati a raggiungere Hawkins in tempo, Undici, Mike, Will, Jonathan e Argyle creano una vasca sensoriale improvvisata in una pizzeria vicina, in modo che Undici possa entrare nella mente di Max per combattere Vecna. Nel frattempo Max va con Lucas ed Erica a casa Creel, Dustin ed Eddie fanno da esca per distrarre i demoni pipistrelli, mentre Steve, Nancy e Robin raggiungono casa Creel nel Sottosopra per attaccare Vecna. Quest'ultimo entra nella mente di Max, mentre nel mondo reale Jason e un suo compagno arrivano a casa Creel e aggrediscono rispettivamente Lucas ed Erica. Intanto Dustin e Eddie sono in difficoltà e decidono di scappare dal Sottosopra, ma Eddie ha un ripensamento e ci rimane per fare guadagnare più tempo agli amici: sopraffatto dai demoni-pipistrello, muore tra le braccia di Dustin. Nel frattempo, anche Undici è entrata nella mente di Max per combattere Vecna, ma viene sopraffatta e bloccata: la creatura rivela a Undici di avere creato il Mind Flayer e orchestrato gli eventi degli anni precedenti. Mike confessa il suo amore a Undici, dandole la forza di sfuggire ai poteri di Vecna e fermarlo prima che quest'ultimo possa dare il colpo di grazia a Max, che tuttavia muore tra le braccia di Lucas. Steve, Nancy e Robin sfruttano il momento di debolezza di Vecna e colpiscono la sua forma fisica nel Sottosopra, permettendo a Undici di sopraffarlo mentalmente: la creatura fugge, ma avverte Undici che ella ha già perso, poiché con la morte di Max Hawkins viene sconvolta da un terremoto causato dalle faglie che si aprono dal Sottosopra. Undici cerca di salvare Max con i suoi poteri, facendo ripartire il suo cuore. Due giorni dopo, mentre la città cerca di riprendersi dalla catastrofe, Undici e gli altri arrivano ad Hawkins riunendosi ai loro amici. Max è viva, ma in coma, e Undici non riesce a comunicare con lei anche con i suoi poteri. Undici torna nella casa nel bosco con gli amici dove vengono raggiunti anche da Joyce e Hopper. Will afferma però di sentire ancora una presenza, le particelle del Sottosopra riempiono l'aria della città e nubi scure fuoriescono dai portali aperti: il Sottosopra sta iniziando ad invadere il mondo reale.